# Дипло (перевал)
Дипло, Дипла, Чамны-бурунский перевал — седловина (перевал) высотой 1140 м между горами Чамны-Бурун (1192 м) и Бабуган-яйлой на южном берегу Крыма. Находится на крайней северо-восточной точке Бабуган-яйлы.
Этимология объекта от греческого «диплос» — удвоенный. Седловина — удобный переход от южного побережья к реке Узень-Баш и водопаду Головкинского. До строительства в 1913 году Романовского шоссе с Южного берега по кратчайшей дороге через перевалы Дипло и Гаврель-Богаз можно было достигнуть Косьмо-Дамиановского монастыря, маршрут описан в путеводителе Бумбера. Севернее на плато Бабуган расположено урочище Дупля. Через седловину и далее на плато ведёт старинная скотогонная тропа Ак-Чокрак-Богаз. Ближайший источник — Ак-Чокрак.

## Галерея

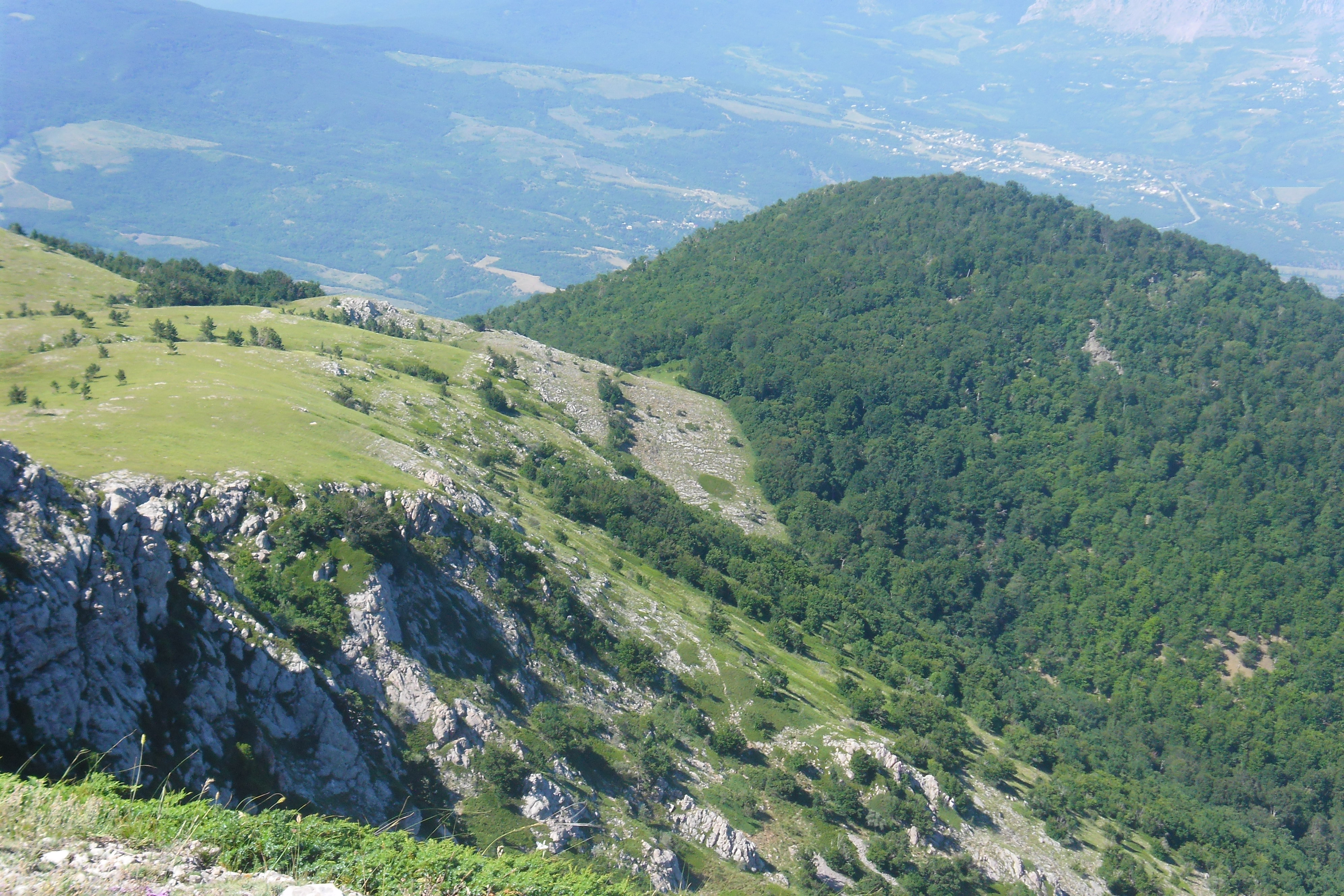
Перевал Дипло. Вид с горы Куш-Кая.
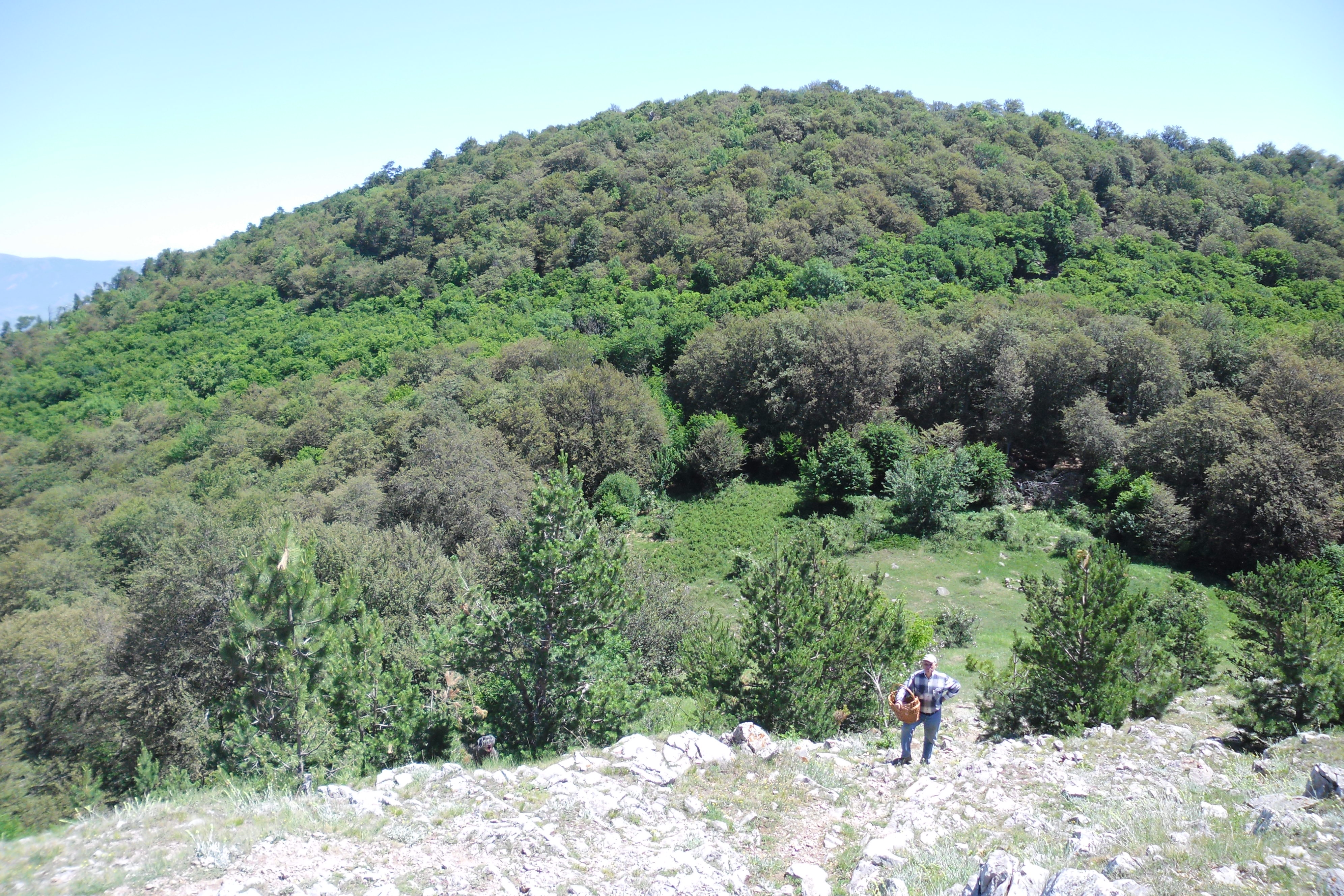
Вид с Бабуган-яйлы на вершину Чамны-Бурун. Внизу — поляна Дипло.
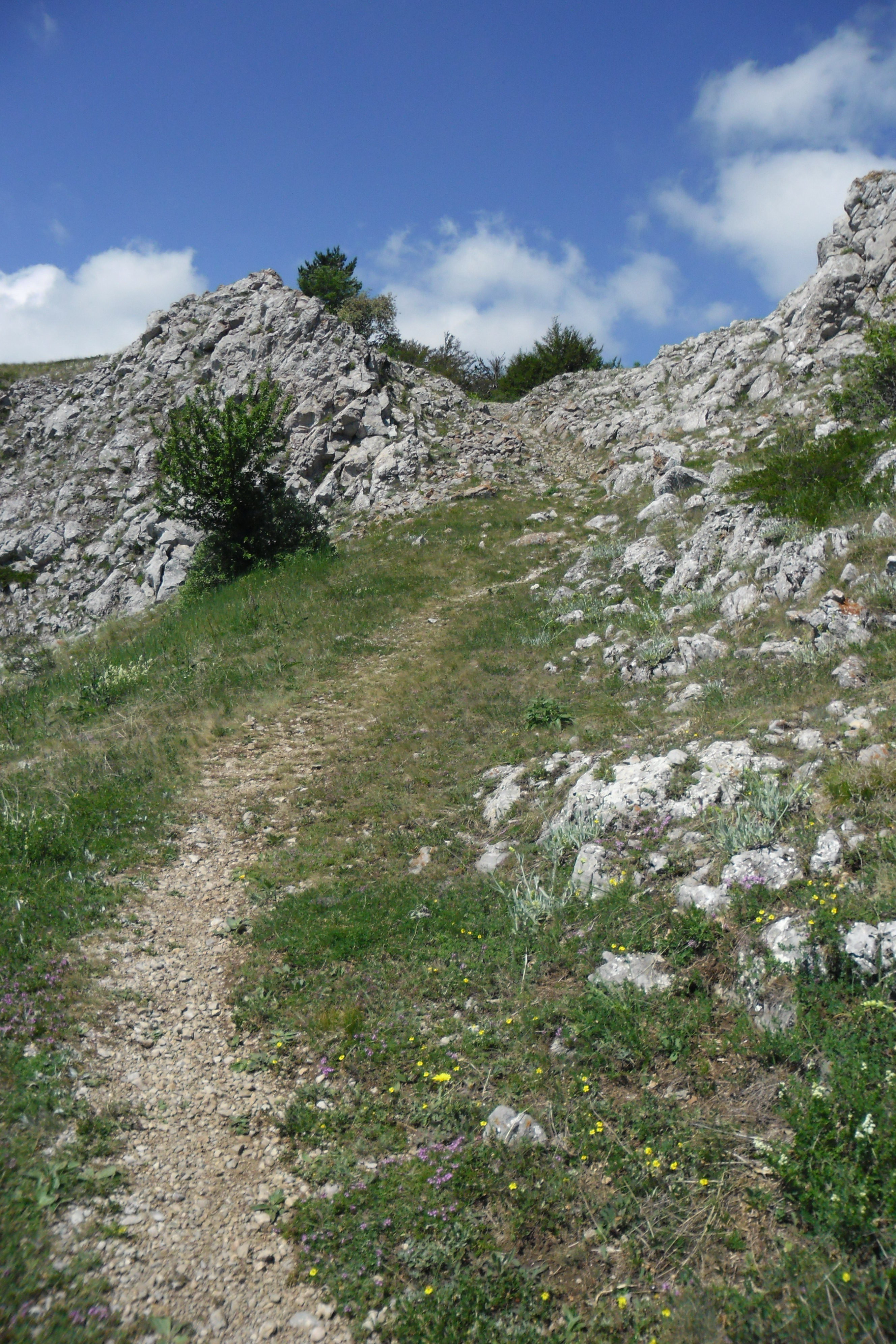
Выход тропы  Ак-Чокрак-Богаз на Бабуган-Яйлу.